# Skałoniwka
Skałoniwka (ukr. Скалонівка) – wieś na Ukrainie, w obwodzie charkowskim, w rejonie krasnohradzkim, w hromadzie Zaczepyliwka. W 2001 liczyła 308 mieszkańców, wśród których 283 wskazało jako ojczysty język ukraiński, 19 rosyjski, 1 mołdawski, 2 białoruski, 1 ormiański, a 2 inny.